# Râul Untu, Crișul Negru
Râul Untu este un curs de apă, afluent al râului Crișul Negru.

## Hărți
- Harta Munții Bihor
- Harta munții Apuseni